# Pau Villòria i Sistach
Pau Villòria i Sistach (Barcelona, 1962), Llicenciat en Dret per la Universitat de Barcelona, té un màster en gestió pública a l'ESADE i un postgrau en política i govern a la UAB, UPF i ESADE. És funcionari de carrera del cos superior de la Generalitat de Catalunya, treballant actualment a l'Assessoria Jurídica de la Secretaria de Salut Pública de la Generalitat.
Ha ocupat diversos càrrecs a l'Administració de la Generalitat entre els quals es recalca la Secretaria General de Territori i Sostenibilitat (2012 - 2015), la Secretaria General de Cultura (2010 - 2012), el cap de gabinet de la conselleria de Sanitat i Seguretat Social, Gerent de l'Ajuntament de Sant Cugat del Vallès., Secretari General d'Empresa i Coneixement i Viceconseller pel Desplegament per l'Autogovern, de la Generalitat de Catalunya